# نجم‌الدین بن صابر بغدادی
نجم‌الدین یعقوب بن صابر بغدادی همچنین شهرت‌یافته به منجنیقی (۲۵ ژانویه ۱۱۵۹- ۱۵ ژانویه ۱۲۳۰) مهندس نظامی در منجنیق‌سازی، نویسنده و شاعر عراقی بود. «عمدة السالک فی سیاسة الممالک» اثر اوست و نیز دیوان اشعارش را در کتابی مختصر به نام «مغانیَ المعانی» گردآورد.